# Navetta (araldica)
In araldica la navetta da telaio è simbolo di operosità domestica e, nel caso dell'araldica civica, di stretti legami tra la comunità territoriale e l'arte tessile.
Frequentemente le navette sono rappresentate poste in decusse.

Due navette d'oro poste in decusse (stemma di Flers, Francia)
D'azzurro, alla fascia d'oro, caricata di una navetta da telaio (Zetel, Germania)
Navetta d'oro posta in sbarra (Tuchenbach, Germania)